# Ebrima Ousmane Ndure

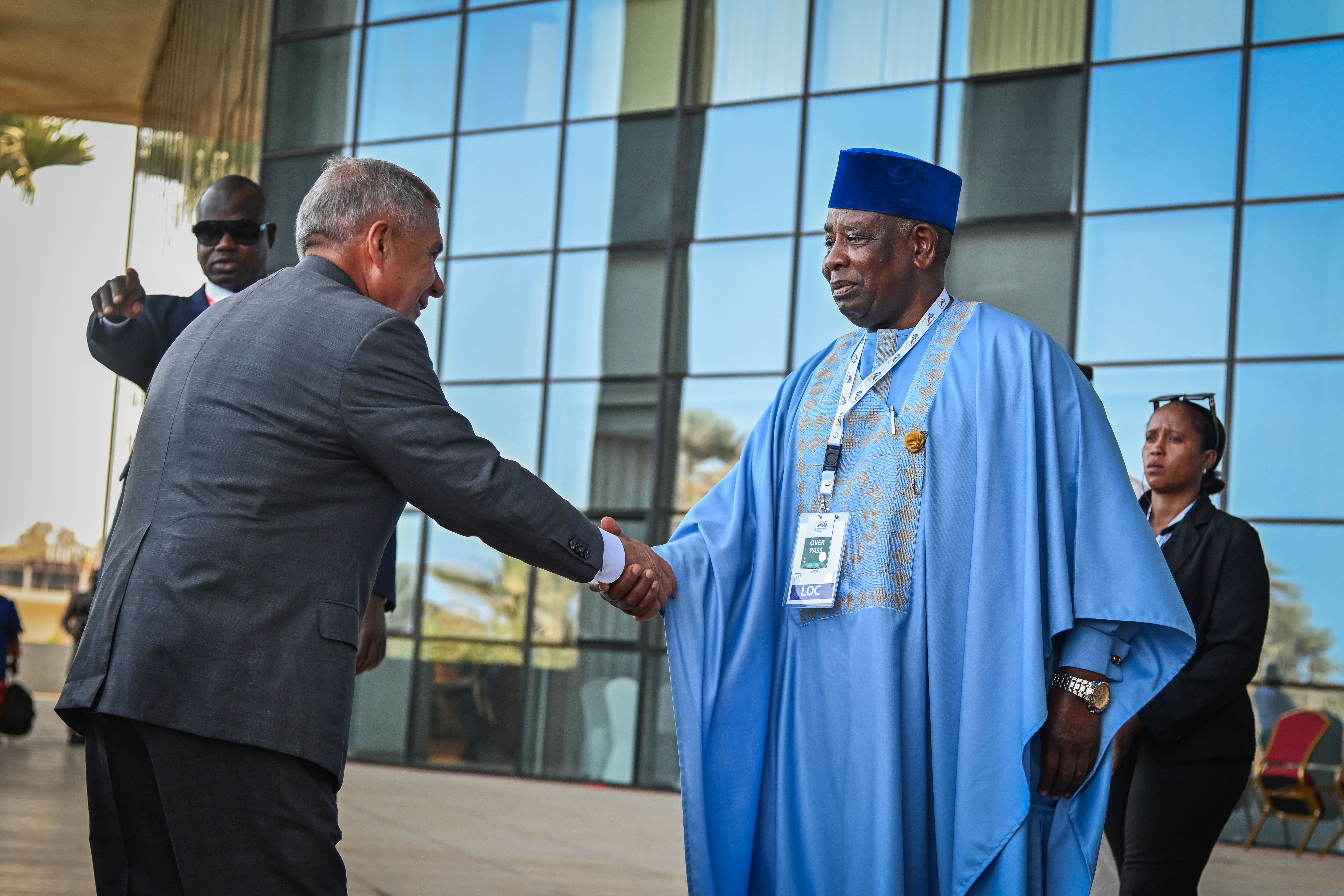
Ebrima Ousmane Ndure (2024)

Ebrima Ousmane Ndure (* um 1952 in Bathurst) ist ein gambischer Diplomat.

## Leben
Ndure besuchte von 1967 bis 1972 die Armitage School (heute Armitage Senior Secondary School) in Georgetown (heute Janjanbureh). Von 1976 bis 1977 besuchte an der Université Cheikh Anta Diop de Dakar das Centre de Langue et Civilisation Francaises und studierte Französisch (Abschluss: Certificat De Langue 1e Degre). Bis 1978 erwarb er ein Diplom in der französischen Sprache (Abschluss: Diplome D'Etudes Francaises 2e Degre). In Frankreich an der Universität der Franche-Comté erwarb er von 1978 bis 1979 ein weiteres höheres Diplom in Französisch (Abschluss: Diplome D'Etudes Superieures 3e Degre). An der gleichen Universität studierte er bis 1981 weiter (Abschluss: Licence des Lettres Modernes). Von 1984 bis 1985 studierte Ndure an der Deutschen Stiftung für Internationale Entwicklung (heute Deutsche Gesellschaft für Internationale Zusammenarbeit) internationale Entwicklung und Diplomatie (Abschluss: Advanced Diploma Special Field of Foreign Services). An dem Management Development Institute in Kanifing Municipal in Gambia erwarb er von 1985 bis 1986 ein Zertifikat in öffentlicher Verwaltung. 1998 besuchte er das Institute of Computer Science and Technology in Dakar, um seine Computerkenntnisse zu erweitern. 2001 bildete er sich im Bereich Internationale Beschaffungsverfahren und -praktiken innerhalb des Systems der Vereinten Nationen in Accra (Ghana).
Ab Dezember 1981 bis zum November 1982 war er beim Ministerium für auswärtige Angelegenheiten als stellvertretender Sekretär angestellt. Er übersetzte dort offizielle Dokumente und Verbalnoten aus dem Französischen ins Englische und umgekehrt. Weiter stellte er den Protokolldienst für besuchende Außenministerien und Würdenträger sicher, verwaltete die VIP-Lounge am Internationalen Flughafen Banjul.
Im November 1982 wurde er Zweiter Sekretär der Leitung des gambischen Hochkommissariat in Dakar. Bis zum März 1987 blieb er in Dakar und kehrte dann nach Banjul zurück, um ab April 1987 im Ministerium für Auswärtige Angelegenheiten als Protokoll-Offizier angestellt zu sein. August 1991 wurde er zum Chef des Protokolls beim Büro des Präsidenten der Republik Gambia, Dawda Jawara, ernannt. Durch den Putsch von Yahya Jammeh und die Absetzung Jawaras im Juli 1994 verlor Ndure dieses Amt.
Als Verwaltungsbeamter bei der Weltgesundheitsorganisation (WHO) fing Ndure im Juli 1997 eine Tätigkeit an, die er bis Dezember 2011 hatte. Von Juli 2012 bis 2012 betreute er die Namibian Entrepreneurial Development Week, eine einwöchige Konferenz und Ausstellung in Namibia. Im April 2014 gründete er die CUFFS & LINKS (C&L), ein in Gambia ansässiges Unternehmen, das sich auf die Herstellung von handgefertigtem Schmuck (Manschettenknöpfe, Halsketten, Armbänder, Ohrringe, muslimische Gebetsperlen) spezialisiert hat, und ist weiter deren Vorstandsvorsitzender (Stand Juli 2020).
Unter dem Präsidenten Adama Barrow wurde er im September 2017 als außerordentlicher und bevollmächtigter Botschafter bzw. Hochkommissar der Republik Gambia in das gambischen Hochkommissariat in Dakar entsandt. Die Akkreditierung mit Sitz in Dakar erstreckt sich auch auf die Länder Mauretanien, Algerien, Marokko, Kap Verde und Guinea-Bissau sowie der Republik Mali und der Republik Burkina Faso. Die Entsendung war auf drei Jahre begrenzt und endete im Oktober 2020.

## Auszeichnungen und Ehrungen
- 2020 – Auszeichnung als eine der 50 einflussreichsten Persönlichkeiten Westafrikas der Zeitschrift The Influences[5][6]